# Hermann Minkowski
Hermann Minkowski (22 de junio de 1864 - 12 de enero de 1909) fue un matemático y físico alemán que desarrolló la teoría geométrica de los números. Sus trabajos más destacados los realizó en las áreas de la teoría de números, la física matemática y la teoría de la relatividad.

## Biografía
Minkowski nació en Aleksotas, Imperio ruso (actualmente Kaunas, Lituania), en el seno de una familia judía y cursó sus estudios en Alemania en las universidades de Berlín y Königsberg, donde realizó su doctorado en 1885. Durante sus estudios en Königsberg en 1883 recibió el premio de matemáticas de la Academia de Ciencias Francesa por un trabajo sobre las formas cuadráticas. Impartió clases en las universidades de Bonn, Gotinga, Königsberg y Zúrich. En Zúrich fue uno de los profesores de Einstein.
Exploró la aritmética de las formas cuadráticas sobre n variables, y sus investigaciones en este campo le llevaron a considerar las propiedades geométricas de los espacios n dimensionales. En 1896 presentó su geometría de los números, un método geométrico para resolver problemas en teoría de números.
En 1902 se incorporó al departamento de matemáticas de las universidad de Gotinga colaborando de cerca con David Hilbert.
En 1907 se percató de que la teoría especial de la relatividad, presentada por Einstein en 1905 y basada en trabajos anteriores de Lorentz y Poincaré, podía entenderse mejor en una geometría no euclidiana sobre un espacio cuatridimensional, desde entonces conocido como espacio de Minkowski, en el que el tiempo y el espacio no son entidades separadas sino variables íntimamente ligadas en el espacio de cuatro dimensiones del espacio-tiempo. En este espacio de Minkowski la transformación de Lorentz adquiere el rango de una propiedad geométrica del espacio. Esta representación sin duda ayudó a Einstein en sus trabajos posteriores que culminaron con el desarrollo de la relatividad general.
En su discurso de inauguración de la 80 reunión de la Asamblea general alemana de científicos naturales y físicos el 21 de septiembre de 1908 pronunció una frase que ahora es célebre:

Las ideas sobre el espacio y el tiempo que deseo mostrarles hoy descansan en el suelo firme de la física experimental, en la cual yace su fuerza. Son ideas radicales. Por lo tanto, el espacio y el tiempo por separado están destinados a desvanecerse entre las sombras y tan solo una unión de ambos puede representar la realidad.

## Eponimia
- El cráter lunar Minkowski lleva este nombre en su memoria, honor compartido con su sobrino, el astrónomo germano-estadounidense del mismo apellido Rudolph Minkowski (1895-1976).[4]
- El asteroide (12493) Minkowski también lleva su nombre.[5]